# Rtinka
Rtinka (en rus: Ртинка) és un poble de l'óblast de Kaluga, a Rússia, que en el cens del 2010 no tenia cap habitant, pertany al districte de Spas-Démensk.